# جامعة قبرص للتكنولوجيا
جامعة قبرص للتكنولوجيا ( CUT ) ( (باليونانية: Τεχνολογικό Πανεπιστήμιο Κύπρου) أو ("ΤΕ.ΠΑ.Κ.") هي جامعة تأسست عام 2004. تم استقبال الطلاب لأول مرة في العام الدراسي 2007-2008.  إن إنشاء جامعة قبرص للتكنولوجيا هو محاولة لسد الثغرات التي لا تزال موجودة في التعليم العالي في قبرص من خلال تقديم درجات علمية في مستويات البكالوريوس والدراسات العليا التي لا تقدمها جامعة قبرص أو مؤسسات التعليم العالي الأخرى.
يقع مقرها في ليماسول ، ثاني أكبر مدينة في قبرص.  تم افتتاحه رسميًا في سبتمبر 2007 من قبل رئيس قبرص آنذاك، تاسوس بابادوبولوس .

## تصنيفات الجامعة
وفقا للتصنيفات الدولية الأخيرة، تم تصنيف جامعة قبرص للتكنولوجيا على النحو التالي:
- من بين أفضل 300-350 جامعة في تصنيفات جامعة تايمز للتعليم العالي العالمية 2018-2019 [9]

## الكليات والأقسام
تتكون الجامعة من ست كليات ومركز للغات: 
- كلية العلوم الجيوتقنية والإدارة البيئية
  - قسم العلوم الزراعية والتكنولوجيا الحيوية وعلوم الأغذية
  - برنامج الهندسة الكيميائية بالتعاون مع قسم الهندسة والتكنولوجيا
- كلية الإدارة والاقتصاد
  - قسم إدارة الفنادق والسياحة
  - وزارة التجارة والمالية والشحن
  - برنامج الإدارة متعدد التخصصات
- كلية الاتصال والدراسات الإعلامية
  - قسم دراسات الاتصالات والإنترنت
  - قسم الاتصال العام
- كلية العلوم الصحية
  - قسم التمريض
  - قسم علوم التأهيل
  - المعهد القبرصي الدولي للبيئة والصحة العامة
- كلية الفنون الجميلة والتطبيقية
  - قسم الوسائط المتعددة والفنون التصويرية
  - قسم الفنون الجميلة
- كلية الهندسة والتكنولوجيا
  - قسم الهندسة الكهربائية وهندسة الحاسوب والمعلوماتية
  - قسم الهندسة الميكانيكية وعلوم وهندسة المواد
  - قسم الهندسة المدنية والجيوماتكس
- مركز سيموس ميناردوس للغات

## علاقات دولية
جامعة قبرص للتكنولوجيا هي واحدة من ثمانية حائزين على الجامعة الأوروبية للتكنولوجيا، EUt+،  مع جامعة ريغا التقنية ( لاتفيا )، جامعة صوفيا التقنية ( بلغاريا )، هوششولي دارمشتات، جامعة العلوم التطبيقية (ألمانيا) )، وجامعة دبلن التكنولوجية (أيرلندا)، وجامعة البوليتكنيك في قرطاجنة (إسبانيا)، وجامعة التكنولوجيا في تروا (فرنسا)، والجامعة التقنية في كلوج نابوكا (رومانيا).
الجامعة الأوروبية للتكنولوجيا، (EUt+) هي نتيجة تحالف ثمانية شركاء أوروبيين.

## خريجين متميزين من الجامعة
- ميلان ترايكوفيتش ، لاعب حواجز قبرصي